# Rajon
Rajon er en betegnelse for mindre administrative distrikter i lande i det tidligere Sovjetunionen.
I Rusland og Ukraine med flere er det en underenhed til oblast (og kan således sammenlignes med kommune), men i andre lande, så som Aserbajdsjan, er det en administrativ enhed på et niveau modsvarende oblast (og kan således sammenlignes med amt).
Rajon forekommer også i Georgien, Letland, Moldavien og Hviderusland.
Rajoner afløste efter den Russiske revolution den tidligere inddeling af guvernementerne i Ujezd.